# Desfile de Año Nuevo en Londres

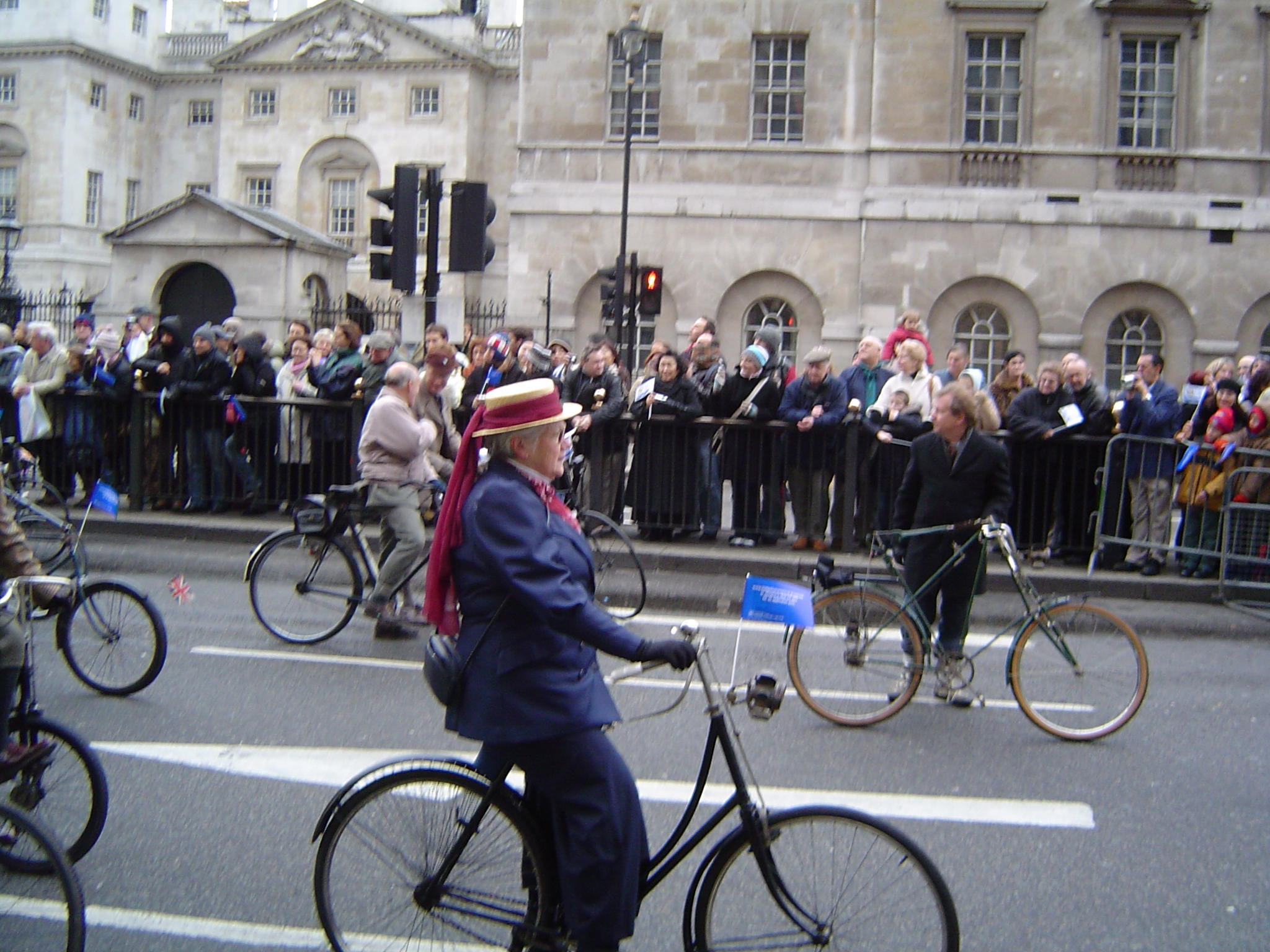
Bicicletas antiguas, en el desfile de Año Nuevo de 2005, en Whitehall

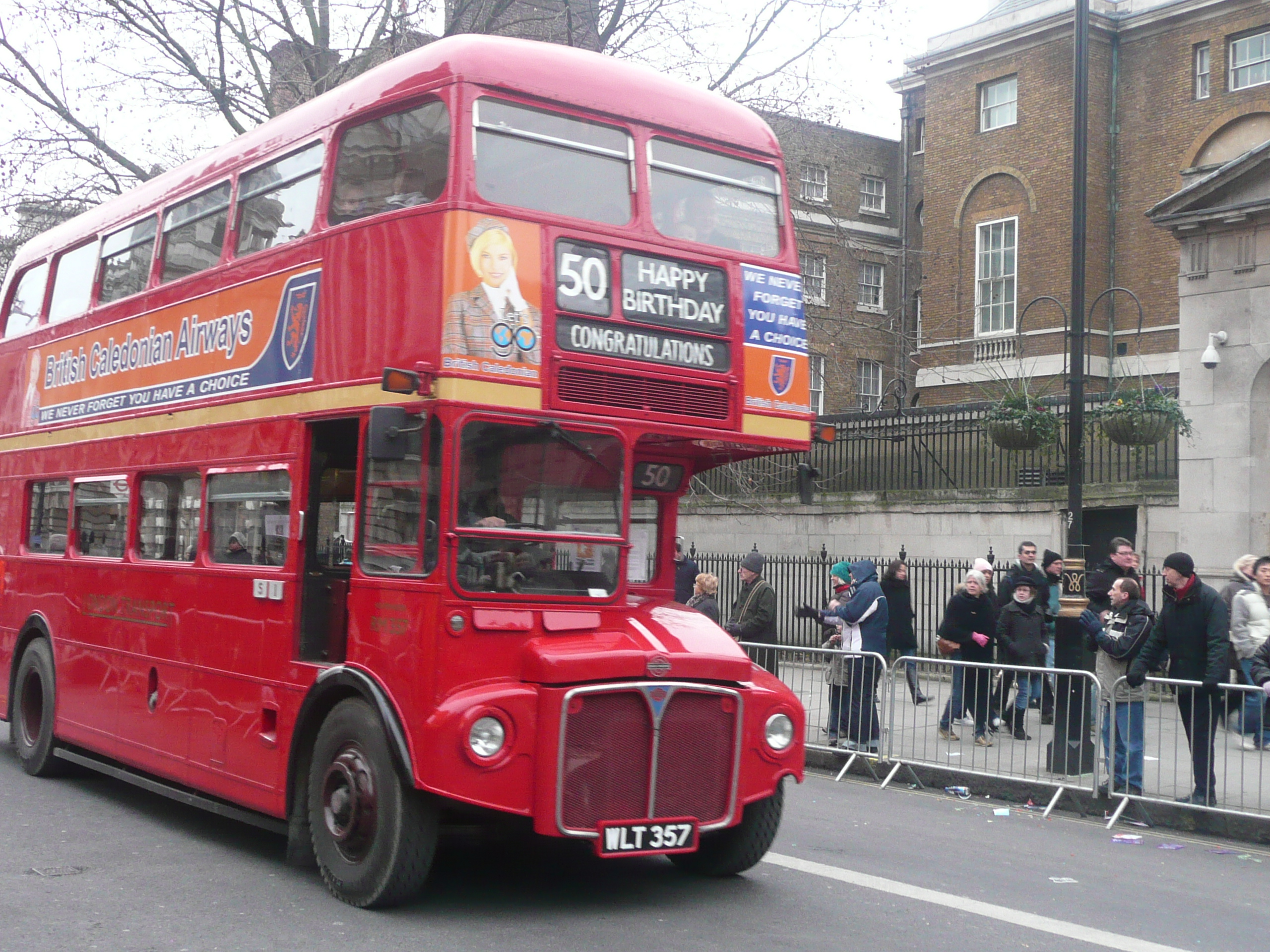
London Routemaster RM357 - Desfile de Año Nuevo 2009

El Desfile de Año Nuevo de Londres (en inglés, London New Year's Day Parade, abreviado como LNYDP) es un desfile que se realiza cada año por las calles del West End de Londres el 1 de enero. El desfile se realizó por primera vez en 1987, como el Gran Desfile del Alcalde de Westminster (Lord Mayor of Westminster's Big Parade). El desfile fue renombrado en 1994, y solamente en el año 2000 se llamó Millennium Parade.
El desfile se realizará a través de plataformas digitales en 2021, debido a la pandemia de la COVID-19.

## Organización
El desfile de Londres es el evento callejero de Año Nuevo más grande. Atrae a alrededor de un millón de espectadores y hay asientos solo para boletos en varios puntos a lo largo del recorrido del desfile.

## Ruta del desfile

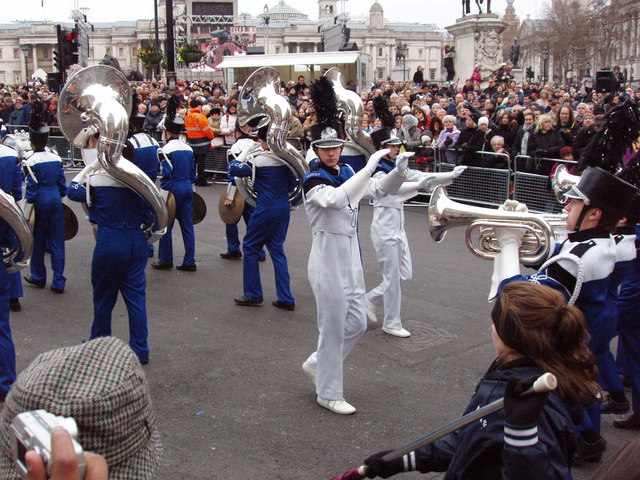
Desfile de 2009: Prospect Marching Knights en Trafalgar Square

El recorrido del desfile es de dos millas (3,2 km) de largo. Antes de 2010, el desfile comenzaba en Parliament Square en Westminster, luego seguía por Parliament Street y Whitehall hasta Trafalgar Square. Luego continuaba por Cockspur Street y Regent Street. La sección final del desfile ha sido a lo largo de Piccadilly y el desfile terminaba en Green Park.
En 2010, la ruta del desfile se invirtió para «calmar a los locutores de televisión de Estados Unidos» y «para brindar al público estadounidense las mejores vistas de los lugares más emblemáticos de la capital, como la Torre Elizabeth del Palacio de Westminster (también conocido como Big Ben) y Trafalgar Square». El nuevo recorrido comenzó en el Hotel Ritz, a lo largo de Piccadilly hasta Piccadilly Circus, pasando por Regent Street, luego por Pall Mall hasta Trafalgar Square, luego por Whitehall hasta llegar a Parliament Square.

## Participantes
El desfile es utilizado para recaudar fondos para organizaciones sin ánimo de lucro en Londres y cada uno de los representantes de cada uno de los 32 boroughs de Londres son animados a participar como una "entrada de borough", juzgado como parte del evento. La entrada ganadora en la versión del desfile de 2017 fue la ciudad de Westminster con la entrada llamada Mary Poppins.

### Bandas de marcha

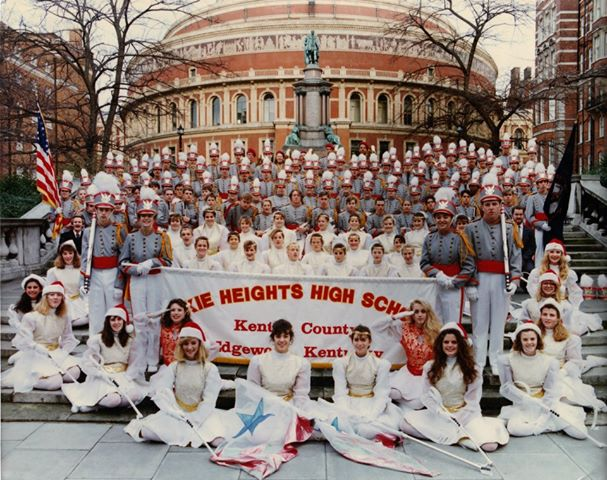
Marcha de Dixie Heights High School

La Banda de Marcha del Orgullo de Nuevo México (Pride of New Mexico Marching Band) de la Universidad Estatal de Nuevo México fue la primera banda de marcha colegiada en participar en el desfile. La banda, que cuenta bajo la dirección de George Hattendorf, marchó en el primer Gran Desfile del Gran Alcalde de Westminster en 1987. La Marching 97 de la universidad de Lehigh interpretó en 2018.
La banda de marcha de Shawnee Mission West High School de Overland Park, Kansas, Estados Unidos, ha participado en el desfile nueve veces. Los Marching Colonels de Dixie Heights High School de Edgewood, Kentucky, compuesta por 130 miembros, se presentaron en el desfile en el año 1991 liderado por el director de la banda Daryl Angel. La banda de Walker Valley High School de Cleveland, Tennessee, compuesta por 240 miembros, dirigida por Alan Hunt, y el ensamble vocal de la misma escuela, marcharon en el desfile en el año 2007. El ensamble vocal también han sido honrados por haber pedido que comenzara el desfile cantando el himno nacional británico. La banda de marcha de Fort Myers High School en Florida, Estados Unidos, compuesta por 140 miembros, fueron inicialmente prohibidos de formar parte en el desfile de 2007 porque los funcionarios de educación de los Estados Unidos tenían miedo de que se vieran atrapados en un ataque terrorista. Posteriormente, la decisión fue rechazada. La escuela también acogió a los dos ganadores del concurso de la BBC London de ese año. 
Algunos otros grupos de escuelas secundarias de los Estados Unidos que se han presentado en el desfile son la Leslie Blackhawk Marching Band de Leslie, Míchigan (1992), la banda de marcha de la Goshen High School, los Goshen Indiana. la Marching Eagle de la Aberdeen High School, de Aberdeen, Maryland, la banda de marcha de Troy High School de Troy, Míchigan, los Deep Run Marching Wildcats de Glen Allen, Virginia, la banda de marcha de Blue Valley West High School de Overland Park, Kansas, la banda de marcha de Turpin High School de Cincinnati, Ohio, y la Golden Eagle Marching Band de Fleming Island, Florida. Los Marching Bulldogs de la Stone Bridge High School de Ashburn, Virginia, y los Marching Monarchs de la Menchville High School de Newport News, Virginia, se han presentado en el desfile dos veces, en 2009 y 2014. La banda de marcha de la Briar Woods High School, también de Ashburn, Virginia, se presentó en el desfile en 2011. Los Marching Warriors de la Waubonsie Valley High School de Aurora, Illinois se presentaron en el desfile en 2006. Los Mighty Marching Panthers de la Murphy High School de Mobile, Alabama, compuesta de 150 miembros, se presentaron en el desfile en 1989 y recibieron los máximos honores.
En 1996, la banda de marcha de la escuela Sandy Creek High School (ubicada en Tyrone, Georgia) se presentó en el Desfile de Año Nuevo.
En 2010, la banda de marcha Lightning de la escuela Legacy High School de Broomfield, Colorado se presentó en el desfile.
En el año 2014, por primera vez hace participación una banda de marcha de Latinoamérica, representando a Panamá, la Banda de Música Víctor Raúl González del Colegio Moisés Castillo Ocaña (MCO Marching Band) de La Chorrera hizo vibrar el suelo londinense con su presentación en Trafalgar Square y fue la banda de marcha que abrió el London´s New Year´s Day Parade 2014.
La escuela Southmoore High School de Oklahoma se presentó en el desfile en 2016.
La banda de la escuela Clinton High School de Clinton, Tennessee se presentó en el desfile en el año 2003.
En 2019, se presentó en el desfile la banda The Pride of the Treasure Coast, Vero Beach Fighting Indians Band de Vero Beach, Florida.
En 2019, se presentó en el desfile The Pride of Bixby Marching Band 2018-2019 de Bixby, Oklahoma. Los Bixby Bands Wind Ensembles (Ensambles de Viento de las bandas Bixby) también se han presentado en dos lugares de Londres antes del desfile.
En 2019, se presentó en el desfile la banda de la Blue Valley Northwest High School de Overland Park, Kansas.
En 2019, se presentó en el desfile la Robert E. Fitch Sr. High School Band de Groton, Connecticut. The High School Choir también se presentó en el Festival Coral Internacional de Londres (London International Choral Festival).
En 2020, se presentó en el desfile la banda de Hempfield Area High School de Greensburg, Pensilvania.
En 2020, se presentó la banda de Brunswick High School de Brunswick, Ohio.
En 2020, se presentó el Regimiento Noble de Nogales High School de La Puente, California.
En 2020, se presentó la banda de la escuela West Orange High School de Winter Garden, Florida.
En 2020, se presentaron en el desfile los Sound of the Lions de la escuela Lake Nona High School de Orlando, Florida.
En 2020, se presentó en el desfile la banda de marcha de Parkview High School de Lilburn, Georgia.
En 2020, se presentó en el desfile la banda de marcha de Newport High School de Bellevue, Washington.
En 2020, se presentaron los Marching Thunder de la Universidad Marshall de Huntington, Virginia Occidental.
En 2021, se presentará en el desfile la banda de marcha Blue Jay Pride de Liberty, Misuri, pero de manera virtual.
En 2022, se presentará en el desfile la banda de marcha de Santa Fe High School de Edmond, Oklahoma.
El desfile de 2014 incluyó a la Banda de Música Colegio Moisés Castillo Ocaña, conformada por 100 miembros, de Panamá.

### Scouts
Más de 200 scouts de todo Londres, liderados por la Enfield District Scout Band (Banda Scout del Distrito de Enfield), participaron en el desfile de 2007, anunciando el inicio de las «Celebraciones del Centenario del Escultismo 2007» (2007 Centenary of Scouting Celebrations) en el Reino Unido.
El pregonero de Londres también es parte del desfile.

### Grupos musicales
En 2021, el grupo musical femenino británico de K-pop Kaachi, se presentará en el desfile, pero de manera virtual.